# Фонди «Відкрите суспільство»
Фонди «Відкрите суспільство» або Фундації «Відкрите суспільство» (англ. Open Society Foundations, OSF), раніше Інститут відкритого суспільства — мережа благодійних фондів, утворена меценатом і фінансистом Джорджем Соросом 1993 року шляхом об'єднання заснованих раніше національних фондів. Представник мережі в Україні — Міжнародний фонд «Відродження».
Станом на кінець 2020 року, до складу Фундацій входять двадцять три національні та регіональні фонди, кожен із яких має власне місцеве правління, члени якого контролюють роботу та формують пріоритети фінансування для задоволення місцевих потреб. Діяльність мережі охоплює 120 країн. З моменту свого заснування фонди мережі витратили понад $16 млрд, переважно на підтримку неурядових і благодійних організацій. Наразі Фундації є другою за розміром приватною благодійною установою після Фонду Білла та Мелінди Гейтс. Штаб-квартира розміщена в Нью-Йорку. На даний момент Фундаціями керує Олександр Сорос.
Щороку Фонди Відкритого Суспільства надають тисячі грантів групам, організаціям та особам, які борються за свободу слова, прозорість, підзвітність уряду, інклюзивну освіту, незалежні ЗМІ та за суспільство, що сприяє рівності і справедливості. Мережа взаємодіє з урядами та політиками через адвокацію та громадянське суспільство для просування позитивних змін.

## Напрямки роботи
- Демократичні практики. По всьому світу Фундації Відкритого суспільства працюють над просуванням вільної та відкритої суспільної дискусії, яка змушує можновладців відповідати за свої дії. [13]
- Рівність в урядуванні. Фонди мережі підтримують зусилля, спрямовані на протидію національному та глобальному дисбалансу влади, який закріплює несправедливість та підживлює розбрат і конфлікти. [13]
- Майбутнє світу. В умовах швидких економічних, демографічних і технологічних змін, а також кліматичної кризи, «Відкрите суспільство» підтримує конструювання нашого спільного майбутнього і пошук рішень людських проблем, які міцно ґрунтуються на рівності і справедливості. [13]
- Права та гідність. Фундації працюють з місцевими та глобальними групами, окремими особами та урядами, щоб підтримати комплексне бачення прав людини, яке захищає індивідуальні свободи та справедливість, водночас сприяючи утвердженню гідності та добробуту всіх людей.[13]

## Історія
Свою благодійну діяльність Сорос розпочав 1979 року, надаючи стипендії для чорношкірих південноафриканців під час апартеїду. Пізніше, після падіння режиму, Сорос відкрив перший регіональний фонд у Йоганнесбурзі, аби сприяти демократичним перетворення та зменшенню шкоди від наслідків політики апартеїду.  
«[Південно-Африканська Республіка] була закритим суспільством з усіма установами першої світової країни, але вони були обмежені для більшості населення за расовою ознакою. Де я міг би знайти кращу можливість для відкриття закритого суспільства?», Джордж Сорос
Нині регіональний фонд Південної Африки налічує 10 південно-африканських країн, а поруч із ним працюють Ініціатива «Відкрите суспільство» для Західної Африки (Дакар, Сенегал) та Ініціатива «Відкрите суспільство» для Східної Африки в (Найробі, Кенія).  
1986 року Джордж Сорос відкрив ще один фонд у Китаї, який став мішенню для боротьби між прихильниками та противниками реформ у комуністичній партії. 1989 року, безпосередньо перед подіями на площі Тяньаньмень, фонд припинив свою роботу у країні через порушення прав людини та свободи слова.  

#### Центрально-Східна Європа та Балкани
28 травня 1984 року Сорос заснував свій благодійний фонд у Будапешті, підписавши угоду між Фундацією Сороса (The Soros Foundation, New York) та Угорською академією наук. Після цього Сорос відкрив ще кілька фондів у країнах колишнього соцтабору, аби сприяти їхньому переходу до демократії, що призведе до створення цілої мережі Фундацій Відритого Суспільства. Нові фонди прагнули надати доступ до інформації, монополію на яку тривалий час мала комуністична партія у Східній Європі та Росії. Одним із способів було розповсюдження копіювальних апаратів незалежним організаціям, які поширювали завдяки цьому вільну та незаангажовану пресу.  
Ще до падіння Берлінського муру, у Польщі та Росії відкриваються окремі фонди мережі. Після розпаду Радянського Союзу значних збитків зазнала наукова сфера в нових незалежних державах. Тому 1993 року Сорос відкрив Міжнародний науковий фонд, надавши тимчасову підтримку науковій сфері на $ 200 млн. За два роки понад 30 000 вчених отримали індивідуальні гранти, а близько половини коштів пішло на підтримку довгострокових дослідницьких проєктів.
Протягом наступних п'яти років Фонди «Відкрите суспільство» створюють мережу офісів в Албанії, країнах Балтії, Болгарії, Чехії, Казахстані, Киргизії, Молдові, Румунії та Словаччині. Коли 1993 року Сараєво перебувало в облозі, мережа направила до міста команду фахівців із ліквідації наслідків стихійних лих. Сьогодні[коли?] фонд у Боснії та Герцеговині продовжує фінансувати організації, що працюють задля просування демократії, толерантності та верховенства права на Балканах, поряд із національними фондами в Сербії, Північній Македонії, Косово та Албанії.
1993 року Сорос виділив приблизно 100 мільйонів доларів на відбудову державних дошкільних систем освіти у 15 колишніх комуністичних країнах Центрально-Східної Європи та на Балканах, а також створила Інститут Відкритого Суспільства у США, задля підтримки мережі фондів Джорджа Сороса у країнах Східно-Центральної Європи та Росії.
Діяльність в Україні
Міжнародний фонд «Відродження» було засновано 8 квітня 1990 року, за майже півтора року до того, як Україна здобула незалежність. Команда, яка засновувала Фонд, складалась з відомих і авторитетних українців: Богдан Гаврилишин, Іван Дзюба, Дмитро Павличко, Борис Олійник та інші. Саме вони напрацювали ідею Фонду та прийшли та звернулися до Джорджа Сороса з ініціативою його заснування. 
Всього за 33 роки Фонд підтримав близько 20 тисяч проєктів на загальну суму в більш ніж 350 мільйонів доларів. До їх найвідоміших ініціатив належать створення проєкту реформи місцевого самоврядування, підтримка медичної реформи та лобіювання вступу України до ЄС.

##### Діяльність в інших регіонах
З 1994 року мережа починає фінансувати розвиток систем громадського здоров'я та паліативної допомоги, як в Центрально-Східній Європі, так і в усьому світі. У 2000-х роках розпочинаються програми забезпечення прав людей з фізичною й ментальною інвалідністю та допомоги країнами із високим рівнем захворюваності на ВІЛ та туберкульоз.

Одним із напрямків роботи мережі є захист прав та підтримка етнічних й релігійних меншин, зокрема боротьба з дискримінацією ромської етнічної меншини та мусульман у США й Європі. Робота у напрямку протидії стереотипам та створенню можливостей для ромської етнічної меншини ведеться і в українському фонді.  
«Упередження щодо ромів небезпечні не лише для самих ромів, але й для всіх нас. Праві політичні сили, які виступають проти ромського населення — це ті ж самі сили, що виступають проти відкритого суспільства», Джордж Сорос на відкритті Європейського інституту ромів для мистецтва та культури у Берліні, 2017
З 2015 року мережа допомагає урядом Європи забезпечувати безпеку та підтримувати мігрантів й біженців з Сирії, Іраку та Афганістану, що були змушені полишити свої домівки через ескалацію воєнних конфліктів.
У серпні 2010 році Інститут Відкритого Суспільства було перейменовано на Фундації Відкритого Суспільства (Open Society Foundations (OSF). Нова назва інституції мала краще відображати її роль благодійника для груп громадянського суспільства в світі. Крім того, ця назва відображає вплив філософії Карла Поппера на Джорджа Сороса.  
Зі спалахом Covid-19 2020 року мережа Фундацій виділила понад $ 200 млн на боротьбу з наслідками пандемії та протидію поширенню коронавірусної хвороби у світі. В Україні ця підтримка вилилась у гуманітарну ініціативу «Людяність і взаємодопомога».  

## Переслідування фондів мережі
Нині[коли?] мережа працює у понад 120 країнах світу, проте в деяких країнах діяльність мережі є обмеженою або навіть забороненою. Обмеження діяльності Фондів мережі відбувалося на фоні приходу до влади та зміцнення позицій авторитарних лідерів у цих країнах. Першим фондом, який був змушений закритися через тиск влади, став білоруський — через тиск Олександра Лукашенка 1997 року представництво закрилось. У 2004 році, після тиску влади, був закритий фонд в Узбекистані. 2015 року за позовом російської прокуратури діяльність мережі заборонили в Росії. 2018 року через тиск і персональні звинувачення Раджепа Таїпа Ердогана закрилося представництво мережі у Туреччині. Цього ж року головний офіс Фундацій оголосив, що закриває свій європейський офіс у Будапешті та переїжджає до Берліна у відповідь на законодавство, прийняте угорським урядом щодо діяльності фонду. Після військового перевороту у М'янмі, у лютому 2021 року, там також почалися переслідування фонду, що входить до мережі.

## Назва мережі
Назва фундацій відображає вплив філософії Карла Поппера, учителя Джорджа Сороса. У своїй книзі «Відкрите суспільство та його вороги» Поппер стверджує, що жодна філософія чи ідеологія не є остаточним арбітром істини, і що суспільства можуть процвітати лише за умови забезпечення демократичного врядування, свободи самовираження та поваги до індивідуальних прав.

## Керівництво
Чинним президентом мережі є Марк Маллок-Браун — британський дипломат, журналіст і колишній політик, якого призначили на цю посаду у січні 2021 року. До нього мережу очолював колишній Посол США у Південній Африці Патрік Гаспард, який змінив на цій посаді Крістофера Стоуна у січні 2018 року.
Першим президентом мережі був американський правозахисник, колишній виконавчий директор Human Rights Watch Ар'є Неєр. 2012 року він поступився посадою Крістоферу Стоуну, отримавши звання почесного президента.